# Права ЛГБТ в Румынии
Гомосексуальные отношения в Румынии легальны с 1996 года. В 2002 году был принят единый возраст сексуального согласия — 15 лет. В 2006 году Румыния была названа Human Rights Watch одной из пяти стран мира, которые внесли «заметный прогресс в борьбе с нарушениями прав на основании сексуальной ориентации или гендерной идентичности».
В 2000 году румынский парламент принял закон, который запрещает дискриминацию по признаку сексуальной ориентации в различных сферах жизни, включая занятости, предоставлении и доступ к товарам и услугам, жилью, образовании, здравоохранении, судебной системе и т. д. Антидискриминационный закон, который является одним из наиболее полных в Европейском союзе, успешно прошел проверку Национальным советом по борьбе с дискриминацией.
В 2006 году в Уголовный кодекс были внесены изменения в целях криминализации подстрекательства к ненависти и преследовании по признаку сексуальной ориентации. Преступление, которое было мотивировано по гомофобным предубеждениям, является отягчающим фактором и может привести к более строгому приговору.